# Rue du Lycée (Laval)
Pour les articles homonymes, voir Rue du Lycée.
La rue du Lycée est une rue de Laval, en France.

## Situation et accès
Située dans le centre-ville, elle prolonge la rue Messager et s'achève place Hardy-de-Lévaré, permettant ainsi de relier les quartiers sud-ouest de la ville, et notamment l'hôpital, au centre-ville.

## Origine du nom
Elle doit son nom au Lycée Ambroise-Paré qui s'y trouve.

## Historique
La rue du Lycée correspond à la « route du Bois-d'Orgé », qui, au Moyen Âge, quittait la ville close pour se diriger vers la forêt de Concise. L'axe était particulièrement emprunté par les bûcherons, qui ont d'ailleurs donné son nom à la porte Beucheresse, porte de ville située au bout de la route. La rue actuelle se trouve donc à l'extérieur des remparts, et elle n'est pas urbanisée avant le XVIIe siècle.
Les Ursulines, qui se chargeaient de l'éducation des enfants pauvres, se sont établies à Laval en 1615, mais leur premier couvent, situé sur la rive gauche de la Mayenne, est trop étroit. Elles achètent en 1620 le lieu-dit « La Croix-Blanche », sur la « route du Bois-d'Orgé ».
Le nouveau monastère des Ursulines est achevé en 1626, puis reste actif jusqu'à la Révolution française et la vie porte alors le nom de « rue des Ursules ». Il est transformé en école en 1793, la rue devient alors « rue du Collège » puis devient un lycée de garçons en 1848 prenant ainsi sa dénomination actuelle.

## Bâtiments remarquables et lieux de mémoire
- Le Lycée Ambroise-Paré a conservé de nombreux éléments du monastère des Ursulines, comme la chapelle.
- La rue est bordée par plusieurs maisons et hôtels particuliers du XVIIIe et du XIXe siècle, comme l'hôtel Le Balleur et celui d'Argentré :
  - L'hôtel Duplessis d'Argentré[2], au numéro 62, construit en 1771. L'hôtel est arrivée dans la famille du Plessis d'Argentré, maîtres de forge, par alliance. Elle l'habite jusqu'en 1950 puis mise en location. L'hôtel est acheté en 2006 par Brigitte et Jacques Nouveau[3], et classé aux Monuments Historiques en 2008.